# Eriocaulon wildii
Eriocaulon wildii är en gräsväxtart som beskrevs av Sylvia Mabel Phillips. Eriocaulon wildii ingår i släktet Eriocaulon och familjen Eriocaulaceae.
Artens utbredningsområde är Zimbabwe. Inga underarter finns listade i Catalogue of Life.